# Uibaí
Uibaí é um município brasileiro do estado da Bahia.

## História
Os registros históricos indicam que o povoamento da região do município se iniciou por volta do século XVIII, por criadores de gado vindos das margens do Rio São Francisco, em território baiano.
No século XIX, surgem sítios na região, como alternativa de sobrevivência de pequenos latifundiários ali estabelecidos que traziam suas respectivas famílias, com o objetivo de plantar roças e criar animais para sua subsistência e vendiam o excedente produzido em Xique-Xique, com o objetivo de adquirir produtos para o seu uso e subsistência. No sítio de Venceslau Machado, por volta de 1847, forma-se o povoado de Canabrava do Gonçalo.
Canabrava do Gonçalo, entre 1904 e 1914, alcança algum progresso econômico, com a extração do látex da maniçoba, atividade que atraiu muitos migrantes, de diversas partes do Sertão da Bahia, para o povoado e para a região. Estes migrantes fundaram povoados na região e estabeleceram barracões que comercializavam borracha, alimentos e empregavam os trabalhadores, chamados de "maniçobeiros". Como o povoado não estava preparado para receber o grande número de migrantes, houve falta de alimentos, levando trabalhadores a se dedicarem também à agricultura.
Com o fim do ciclo da maniçoba, os habitantes tiveram que se dedicar à produção de gêneros agrários, como era a economia antes deste ciclo.
Pelo Decreto Estadual n.º 11.089, de 30 de novembro de 1938, o distrito de Canabrava do Gonçalo, pertencente a Xique-Xique, passou a denominar-se Uibaí.
Em agosto de 1958, com a emancipação do distrito de Central de Xique-Xique, Uibaí passou a fazer parte do novo município.
A Lei Estadual nº 1.494, de 22 de setembro de 1961, desmembra de Central o distrito de Uibaí, o qual é elevado à categoria de município, sendo instalado em 7 de abril de 1963. O primeiro prefeito eleito foi Pedro Rocha. Uibaí montava sua estrutura administrativa e inaugurava uma nova fase de sua história. A sua camada dominante tinha em mãos o poder público e a partir daí o usariam para se fortalecer.

Quando se emancipou, Uibaí era constituída apenas do distrito-sede. Depois, cria-se um novo distrito, o de Hidrolândia, o qual apareceu pela primeira vez em uma divisão territorial em 1979.